# Angelica nubigena
Angelica nubigena är en flockblommig växtart som först beskrevs av Charles Baron Clarke, och fick sitt nu gällande namn av P.K.Mukh. Angelica nubigena ingår i släktet kvannar, och familjen flockblommiga växter. Inga underarter finns listade i Catalogue of Life.